# Night of the Proms
Night of the Proms è una serie di concerti che si svolgono annualmente in Belgio, Paesi Bassi, Germania, Danimarca e Polonia. Regolarmente ci sono spettacoli anche in Francia, Spagna, Austria, Svizzera e Lussemburgo. I concerti consistono nella combinazione di musica pop e musica classica. Dal 1985, più di sette milioni di visitatori hanno assistito agli spettacoli.
L'enorme successo di questo evento ha permesso la partecipazione di pop star famose, come John Miles ( sempre presente in tutte le edizioni ), Joe Cocker, Andrea Bocelli, Anastacia, James Brown, Sting, Zucchero Fornaciari, Simple Minds, Donna Summer, Tears For Fears, Shaggy, Al Jarreau, Toto, UB40, Status Quo, Bryan Ferry, Coolio, Ike Turner e Oleta Adams. Molti altri sono stati accompagnati dall'orchestra del Night of the Proms.

## Storia
L'idea del "Night of the Proms" è stata sviluppata nel 1984 da due studenti belgi, Jan Van Esbroeck e Jan Vereecke. Hanno deciso di organizzare la "First Night of the Proms" nello Sportpaleis di Anversa. Una serata con solo musica classica, probabilmente, non avrebbe accontentato tutti, così venne aggiunta al programma una sezione di classici pop. Al primo concerto, il  19 ottobre del 1985, assistettero 13 500 persone.
Il concetto di musica classica combinata con il pop è stato un grande successo. Le reazioni della stampa e del pubblico sono state così positive che gli organizzatori non poterono non continuare a programmare questo evento. Anno dopo anno, le notti di concerti aumentarono, e nel 1990, "Night of the Proms" è stato esportato per la prima volta in Olanda. Nel 1994 approdò in Germania e successivamente in Francia, Svizzera, Austria e Danimarca. Al giorno d'oggi i concerti sono presenti anche nella parte francese del Belgio (Charleroi) e Spagna.